# Suzanne Guité
Suzanne Guité (New Richmond, 1926-Oaxaca, 6 de febrero de 1981) fue una artista canadiense que vivió en Percé, Quebec.

## Biografía

### Primeros años
Nació en New Richmond y estudió escultura en el Instituto de Diseño de Chicago con László Moholy-Nagy y Oleksandr Arjípenko, continuando su educación con Constantin Brâncuși. Guité prosiguió sus estudios en la Academia de Bellas Artes de Florencia y el Instituto Politécnico Nacional de México. También estudió arqueología e historia del arte en Creta y Rodas. En 1956, con su marido, el pintor Alberto Tommi, fundó el Centre d'art de Percé. Guité fue invitado a la Bienal de Venecia de 1958. En 1975, fue elegida miembro de la Real Academia Canadiense de Artes.

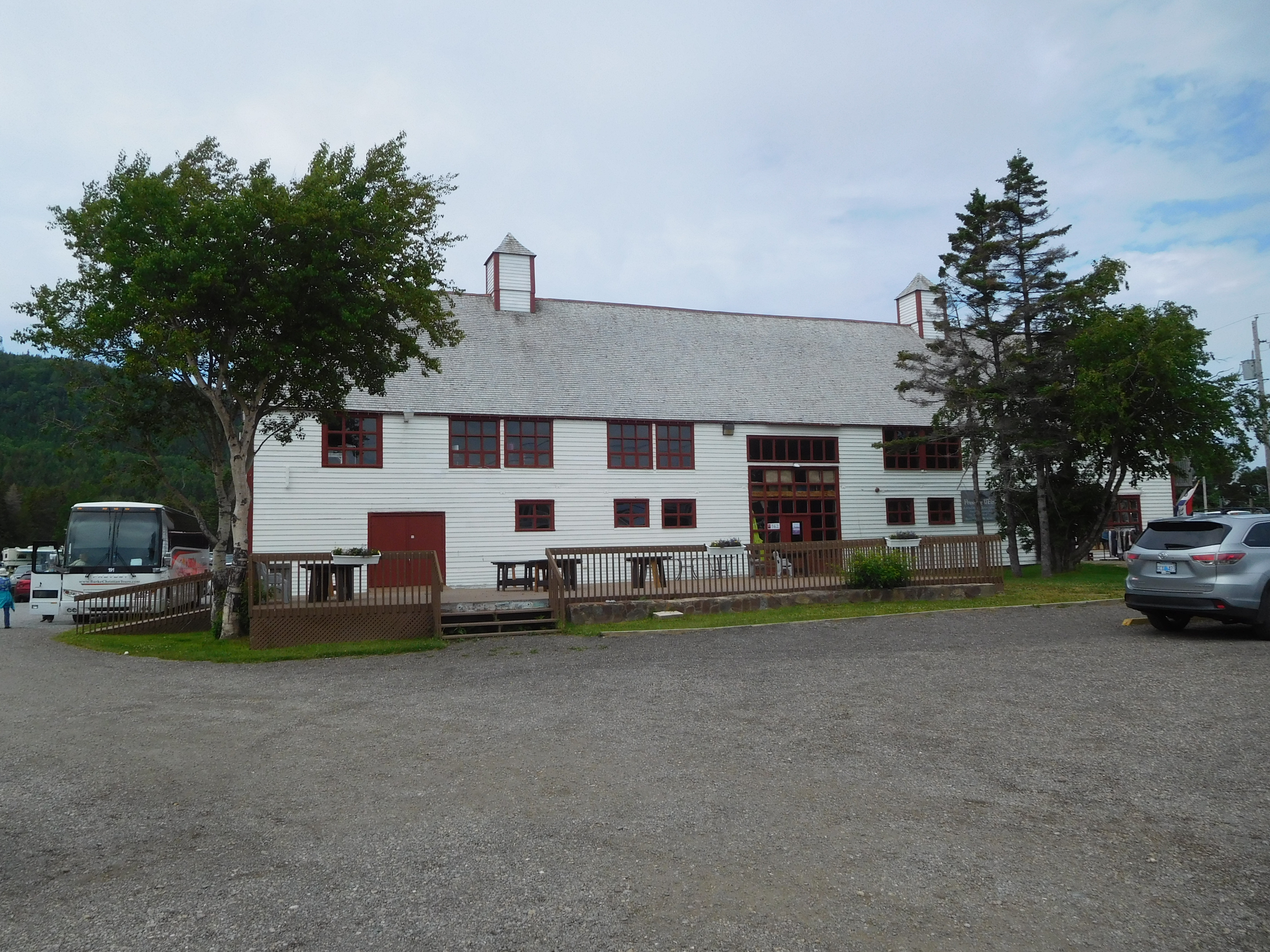
Centre d'art de Percé

### Carrera
Más conocida como escultora, de 1956 a 1960 pintó murales; también creó pinturas y tapices. Guité creó una gran escultura llamada Maternité aux jumeaux para la Exposición Universal de Montreal de 1967. Como escultora, creía en escuchar sus materiales y seleccionaba cuidadosamente la madera y la piedra que usaba en sus obras. En su trabajo, exploró temas universales relacionados con la interacción de la humanidad con el universo y estuvo influenciada por el arte creado por las civilizaciones antiguas, especialmente el arte precolombino.
Su obra apareció en exposiciones celebradas en el Musée d'art contemporain de Montréal y el Musée Rodin de París. El arte de Guité está incluido en colecciones privadas, corporativas y públicas, incluida la Galería Nacional de Canadá y el Museo nacional de bellas artes de Québec.

### Asesinato
Fue asesinada por su segundo compañero de vida, quien era de Jamaica, durante una estadía en México.

### Reconocimientos
La vida de Guité fue narrada en "S. Guité La force tranquille", un episodio de la serie documental Histoires oubliées.
El Espace culturel Suzanne-Guité y la Place Suzanne-Guité en New Richmond fueron nombrados en su honor.